# منتزه أبو غيلان الوطني
منتزه أبو غيلان الوطني هو متنزه وطني في ليبيا، تأسس في عام 1992 ويُغطي مساحة 4,000 هكتار (9,900 أكر). تُشرف عليه إدارة الغابات والمراعي.

## الموقع والخصائص
يقع منتزه أبو غيلان جنوب منطقتي المرقب وطرابلس، مُشكّلاً واحة خضراء تتناقض مع محيطه الجبلي القاحل. وتزخر هذه المحمية بأشجار الصنوبر الحلبي التي غرستها يد الإنسان، إلى جانب أشجار طبيعية مثل الطلح والسدر والجداري.
وتزخر الأرض أيضاً بالنباتات المعمرة كالحلفاء والزعتر، بينما تُغطّي مساحات واسعة من الحديقة نباتات الشّيح والقندول والزعتر. وتُضفي أشجار التين والزيتون ونخيل البلح لمسة مميزة على المنظر الطبيعي.

## الحياة البرية
تُعدّ محمية أبو غيلان موطنًا لتنوع غني من الحيوانات، بما في ذلك السحالي والثعابين والقوارض. وقد تواجدت في الماضي ثدييات صحراوية مثل الضباع والقطط البرية والغزلان.